# Априлци (община)
Вижте пояснителната страница за други значения на Априлци.
Община Априлци се намира в Северна България и е една от съставните общини на Област Ловеч.

## География

### Географско положение, граници, големина
Общината е разположена в югоизточната част на Област Ловеч. С площта си от 238,256 km2 заема 6-о място сред 8-те общините на областта, което съставлява 5,77% от територията на областта. Границите ѝ са следните:
- на запад и север – община Троян;
- на изток – община Севлиево, Област Габрово;
- на югоизток – община Павел баня, Област Стара Загора;
- на юг – община Карлово, Област Пловдив.

### Природни ресурси

#### Релеф
Релефът на общината е високо и средно планински, като територията ѝ изцяло попада в пределите на две физикогеографски области на България – Средна Стара планина и Средния Предбалкан.
Южната част на общината, приблизително на юг от паралела на град Априлци се заема от северните разклонения на Калоферска планина (част от Средна Стара планина). От билото на планината на север се спускат дълги и тесни ридове, между които в дълбоки и залесени долини протичат съставящите реки на река Видима. Тук на границата с община Карлово се издига първенецът на Стара планина връх Ботев (2376 m).
Останалата част на общината условно попада в пределите на Средния Предбалкан. Районът между долината на река Видима на запад и границата с Община Севлиево на изток се заема от най-западните и най-високи части на мощния Черновръшки рид. Най-високата му точка е връх Черни връх (1199 m), издигащ се северно от град Априлци, на границата с община Севлиево. Западно от долината на Видима и северно от крайните разклонения на Калоферска планина в пределите на община Априлци се простират източните части на Троянските височини.
Най-ниската точка на общината се намира в най-северната ѝ част, северно от село Велчево, в коритото на река Видима – 383 m н.в.

#### Води
Основна водна артерия на общината е река Видима, която протича през нея с цялото си горно и част от средното си течение. Тя води началото си от Калоферска планина с няколко съставящи я реки, които в квартал Зла река на град Априлци се събират и дават началото на същинската река Видима. Оттук до напускането си на общината тече в посока север-северозапад в дълбока долина със стръмни склонове между Черновръшкия рид на изток и Троянските височини на запад.

## Население

### Етнически състав (2011)
Численост и дял на етническите групи според преброяването на населението през 2011 г.:
|                     | Численост | Дял (в %) |
| Общо                | 3338      | 100,00    |
| Българи             | 3189      | 95,54     |
| Турци               | 16        | 0,48      |
| Цигани              | 8         | 0,24      |
| Други               | –         | -         |
| Не се самоопределят | –         | -         |
| Неотговорили        | 120       | 3,59      |

### Населени места
Общината има 4 населени места с общо население 2786 жители към 7 септември 2021 г.
| Населено място | Население (2021 г.) | Площ на землището km2 | Забележка (старо име)          | Населено място  | Население (2021 г.) | Площ на землището km2 | Забележка (старо име)           |
| -------------- | ------------------- | --------------------- | ------------------------------ | --------------- | ------------------- | --------------------- | ------------------------------- |
| Априлци        | 2497                | 203,099               | 10-о по големина землище в Б-я | Драшкова поляна | 86                  | 5,325                 |                                 |
| Велчево        | 137                 | 19,153                |                                | Скандалото      | 66                  | 10,679                |                                 |
|                |                     |                       |                                | ОБЩО            | 2786                | 238,256               | няма населени места без землища |

## Административно-териториални промени
- Указ № 200/обн. 14 май 1923 г. – признава м. Зла река за с. Зла река;
- Указ № 463/обн. 2 юли 1965 г. – заличава махалите Дановци и Йорговци поради изселване;
- Указ № 757/обн. 8 май 1971 г. – обединява махалите Бранево и Кулата в едно населено място – с. Велчево;

– обединява махалите Горнените, Дуневци и Дюгените (Видимска) в едно населено място – с. Видима;
– обединява махалите Балинцово, Драшкова поляна, Капинова стока, Липова могила и Шеврева стока в едно населено място – с. Драшкова поляна;
– обединява махалите Кованджиите, Лъката Павловото и Скандалото в едно населено място – с. Скандалото;
– заличава м. Касалийска и я присъединява като квартал на с. Ново село;
– заличава махалите Бегликчиите (Касапите), Боевска и Мядна и ги присъединява като квартали на с. Острец;
– заличава м. Курулезите и я присъединява като квартал на м. Пандуците;
– заличава м. Крантовци и я присъединява като квартал на м. Стърна река;
– заличава махалите Врабците и Маринито и ги присъединява като квартали на м. Черневото;
– заличава махалите Врачените, Гробът и Миховци поради изселване;
- Указ № 704/обн. 11 юни 1976 г. – обединява селата Видима, Зла река, Ново село и Острец в едно населено място – гр. Априлци;
- Указ № 45/обн. 20 януари 1978 г. – заличава махалите Боголонта, Габровница, Карювци (Начевска), Маришница, Паздерите, Пандуците, Стърна река, Събьовска и Черни връх и ги присъединява като квартали на гр. Априлци;
- На основание §7 (т.3) от Закона за административно-териториалното устройство на Република България (ДВ, бр. 63/14 юли 1995 г.) всички махали, колиби, гари, минни и промишлени селища придобиват статут на села.
- Реш. МС № 119/обн. 6 март 2007 г. – закрива селата Джокари, Мачковци и Черневото поради изселване.[3]

## Транспорт
През общината преминават частично 4 пътя от Републиканската пътна мрежа на България с обща дължина 49,5 km:
- участък от 1,7 km от Републикански път III-357 (от km 12,8 до km 14,5);
- последният участък от 39,6 km от Републикански път III-607 (от km 28,1 до km 67,7);
- последният участък от 3,2 km от Републикански път III-3505 (от km 28,4 до km 31,6);
- началният участък от 5 km от Републикански път III-6072 (от km 0 до km 5,0).

## Топографска карта
- Лист от карта K-35-38. Мащаб: 1 : 100 000.
- Лист от карта K-35-39. Мащаб: 1 : 100 000.